# Anna German : Le Secret de l'aigle blanc
Anna German : Le Secret de l'aigle blanc  est une série télévisée russo-ukrainienne.
En septembre 2012, pour le trentième anniversaire de sa mort, la 1re chaîne de la télévision russe présente un téléfilm en dix épisodes consacré à la vie de Anna German qui rencontre un grand succès ; il passe en Ukraine en 2012 et à la télévision polonaise en 2013. Le rôle d'Anna German est tenu par l'actrice polonaise Joanna Moro.

## Équipe technique
- Directeurs de production : Waldemar Krzystek, Oleksandr Tymenko
- Scénaristes Alina Semeryakova
- Opérateurs de production : Andryi Vorobyov, Oleksandr Krychtalovych, Grzegosh Kendzerskyi, Pavlo Fomintsev[2]

## Distribution
- Joanna Moro : Anna German
- Chymon Sendrovsky : Zbigniew Tucholsky, le mari d'Anna
- Maria Porochina : Irma Martens
- Marat Bacharov : Valentin Lavritchine
- Dorotea Mercuri : Dalida
- Ekaterina Vassilieva :  Anna Friesen, la grand-mère d'Anna
- Natalie Boyko : Maria, étudiante polonaise[3]